# Rhapsodies
Rhapsodies is het negende muziekalbum van Rick Wakeman. A & M Records stond er op dat er een producer zou komen en Tony Visconti werd ingeschakeld. Visconti en Wakeman hadden eind jaren 60 begin jaren 70 al samengewerkt op albums van David Bowie en Strawbs. Visconti staat/stond niet te boek als muzikale vernieuwer en dat was met dit album niet anders. Wakeman heeft zich met dit album strikt aan de titel gehouden; de Rapsodie zijn aaneengesmolten melodieën, die één geheel vormen. Het album is dan ook een ratjetoe van allerlei stijlen. Het album werd door critici de grond in geboord, want op “dit soort” albums zat men in 1979 niemand meer te wachten. Dat bleek achteraf toch anders, in Japan kwam het april/mei 1987 al uit op compact disc. Het album is opgenomen in La Grange Studio (Wakeman’s eigen huisstudio aangevuld met een mobiele geluidsstudio) en de Mountain Studios in Montreux, beide Zwitserland. Het was zijn laatste album voor A & M Records.  De hoes laat de Matterhorn zien. 

## Musici
- Rick Wakeman – toetsinstrumenten
- Bruce Lynch – basgitaar
- Frank Gibson jr. – slagwerk
- Nico Ramsden – gitaar
- Tony Visconti – akoestische gitaar

## Tracklist
Allen van Wakeman, behalve waar aangegeven

| Nr. | Titel                                                          | Duur |
| --- | -------------------------------------------------------------- | ---- |
| 1.  | Pedra de Gavea                                                 | 4:11 |
| 2.  | Front Line                                                     | 3:42 |
| 3.  | Bombay Duck                                                    | 3:14 |
| 4.  | Animal Showdown (Yes We Have No Bananas) (Wakeman/Silver/Cohn) | 2:40 |
| 5.  | Big Ben                                                        | 3:48 |

| Nr. | Titel | Duur |
| --- | --- | ---- |
| 1.  | Rhapsody in Blue (George Gershwin; arrangement Visconti)                                                           | 5:26 |
| 2.  | Wooly Willy Tango                                                                                                  | 3:24 |
| 3.  | The Pulse | 5:21 |
| 4.  | Swan Lager (muziek van Pjotr Iljitsj Tsjaikovski's Zwanenmeer en Edward Grieg's pianoconcert; arrangement Wakeman) | 2:50 |

| Nr. | Titel                   | Duur |
| --- | ----------------------- | ---- |
| 1.  | March of the Gladiators | 4:53 |
| 2.  | Flacons de Neige        | 5:01 |
| 3.  | The Flasher             | 5:32 |
| 4.  | The Palais              | 2:23 |

| Nr. | Titel                                             | Duur |
| --- | ------------------------------------------------- | ---- |
| 1.  | Stand-By                                          | 3:30 |
| 2.  | Sea Horses                                        | 3:52 |
| 3.  | Half Holiday                                      | 3:00 |
| 4.  | Summertime (George Gershwin; arrangement Wakeman) | 4:27 |
| 5.  | Credits                                           | 2:39 |